# Lagopus muta japonica
Lagopus muta japonica es una subespecie  de la familia Tetraonidae en el orden de los Galliformes. 

## Distribución geográfica
Se encuentra en Honshu (el Japón).